# 자롱 황제
자롱 황제(베트남어: Gia Long / 嘉隆, 1762년 2월 8일(음력 1월 15일) ~ 1820년 2월 3일(음력 1819년 12월 19일))는 완조의 제1대 황제(재위: 1802년 ~ 1820년)이다. 성명은 완복영(베트남어: Nguyễn Phúc Ánh / 阮福映)이다. 사용한 연호가 가륭이기 때문에 가륭제라고 부른다.

## 어린 시절
까인흥 23년 1월 15일(1762년 2월 8일), 후 레 왕조(後黎朝) 응우옌 주(阮主)의 왕족 응우옌 푹 루언(베트남어: Nguyễn Phúc Luân / 阮福㫻 완복곤)의 3남으로 태어났다. 아버지 응우옌 푹 루언은 원래 응우옌 주의 군주 응우옌 푹 코앗(베트남어: Nguyễn Phúc Khoát / 阮福濶 완복활)의 차남이자 차기 계승자였으나, 3년 후인 1765년에 응우옌 푹 코앗이 서거하자 계승해야 하나, 권신 쯔엉 푹 로안(베트남어: Trương Phúc Loan / 張福巒 장복만)의 계락에 의하여 이복 아우에게 군주 자리를 빼앗겨 버렸다. 이후에 마음에 병을 얻어 사망하였다.
군주 응우옌 푹 투언(베트남어: Nguyễn Phúc Thuần / 阮福淳 완복순)이 집권하는 동안 정치를 멀리하고 유흥을 즐기기에만 몰두 하였으며, 권신 쯔엉 푹 로안에게 정치를 일임하여 국정을 장악하였다. 후에 이것으로 인해 1771년에는 서산 봉기와 1774년에는 2차 찐-응우옌 분쟁을 일으키는 원흉이 된다.
까인흥 38년(1777년), 좌익군(左翊軍)을 통솔하고 있던 응우옌 푹 아인은 떠이선 왕조(西山朝)가 응우옌 주를 멸망시키고 응우옌 주의 왕족들이 항복하거나 포로가 되었을 때 가까스로 살아남아 도망쳤다. 도망친 후에 카톨릭 선교사 폴 응아이(Paul Nghi/保羅·誼)가 있는 곳으로 피신하였으며, 다시 하장진(河僊鎮)으로 도망쳤으며, 파리 외방전교회 선교사인 피에르 조제프 조르주 피뇨(Pierre Joseph Georges Pigneau/Bá Đa Lộc/百多祿) 신부를 만났다. 폴 응아이 주교의 소식을 듣고 캄보디아에 있는 떠이선 세력을 피해서 응우옌 푹 아인을 도왔다. 그리고 응우옌 푹 아인은 왕조를 다시 세운다면 기독교 선교의 자유를 주겠다는 선언을 하였으며, 피뇨 주교의 마음을 움직여 응우옌의 부흥을 지원하기도 하였다. 이후 두사람은 떠이선 세력을 피해 토주(土珠) 섬으로 피신하였다. 

## 완왕 치세 및 부흥운동

### 섭정 완왕 즉위
까인흥 39년(1778년), 떠이선 정권은 옛 응우옌 주를 멸망시킨 후 자딘(嘉定/가정, 지금의 호찌민 시)에서 귀인(歸仁, 지금의 꾸이년 시)으로 철수하였다. 이 때 응우옌 푹 아인은 토주에서 태상왕이 살해당한 용천(龍川, 지금의 까마우 성)으로 귀환하면서, 응우옌 주의 잔존세력을 모아 떠이선 세력에 저항하려고 하였다. 메콩강 지역을 돌아다니면서 옛 신하들을 모았으며, 이후 세력들과 자딘성을 탈환하기도 하였다. 그리고 자딘성에서 대원수섭국정(大元帥攝國政)으로 추대되었다.  
응우옌 왕조의 황제인 응우옌냑(베트남어: Nguyễn Nhạc / 阮岳 완악)은 자딘을 토벌하려 하였으나, 옛 응우옌 주의 장군인 도 타인 년(베트남어: Đỗ Thanh Nhơn / 杜淸仁 두청인)의 군대에게 패배하였다. 이 틈을 노려 응우옌 푹 아인의 군대는 반격을 시도하여, 평순(平順, 지금의 빈투언 성)과 연경(延慶, 지금의 지엔카인 현)을 수복하였다. 이후에 군대 양성에 만반에 준비를 하여 떠이선 왕조의 군대와의 전쟁을 준비하였으며, 피뇨 주교의 도움으로 서양의 신식무기 제조기술을 습득하여 제작하였다. 또한 피뇨 주교는 서양식 군함 3척을 구입하여 옛 응우옌 세력의 군비증강을 도와주었다. 그리하여 응우옌의 군대는 번안(藩安), 변화(邊和, 지금의 비엔호아 시), 정상(定祥, 지금의 띠엔장 성), 영청(永淸), 하선진(河僊鎮, 지금의 하띠엔 시) 등을 복속시켰다. 이후에 캄보디아 왕국의 내전에 관여하기도 하였다. 이듬해(1779년), 캄보디아 국왕이자 친 시암계인 앙논 2세를 살해하고, 안영(安英, Neareay Reachea III)을 재위에 오르게 하게 하였다.
까인흥 41년(1780년) 정월, 응우옌 푹 아인은 완왕(베트남어: Nguyễn Vương / 阮王)으로 칭하게 되었으며, 연호는 후 레 왕조의 연호인 까인흥(景興)으로 사용하게 하였으며, 대월국완주영진의보(大越國阮主永鎮之寶)를 다시 사용하게 하였다.

### 내분과 연속 패배
까인흥 42년(1781년), 응우옌 푹 아인은 도 타인 년을 의심하여 똥 푹 티엠(베트남어: Tống Phúc Thiêm / 宋福添 송복첨)에게 살해하라 지시하였으며, 도 타이 년이 이끌던 군대도 응우옌 세력에 배신하였다. 이 내분을 틈타 시암 국왕 딱신(สมเด็จพระเจ้าตากสินมหาราช/鄭昭)이 군사를 보내 캄보디아를 공격하였으나, 이후에 시암에서도 내란이 일어나 딱신이 살해되며 짜끄리 왕조가 개창되기도 하였다.
까인흥 43년(1782년) 10월, 떠이선 황제 응우옌 냑은 응우옌 푹 아인 세력의 내분을 알아채고, 동생인 응우옌후에(베트남어: Nguyễn Huệ / 阮惠 완혜)를 군사 3천 명과 함께 자딘 성을 공격하도록 하였다. 응우옌 부흥군과 떠이선 군대는 칠기강(七岐江)에서 교전을 하였으며, 응우옌 부흥군이 참패하면서 부국도(富國島, 지금의 푸꾸옥섬)으로 피신하기도 하였다. 이후, 응우옌 푹 아인이 후퇴하고 남은 세력들은 계속 저항하고 있었다. 짜우 반 띠엡(베트남어: Châu Văn Tiếp / 朱文接 주문접)의 군대와 동생 응우옌 푹 만(베트남어: Nguyễn Phúc Mân / 阮福旻 완복민)의 군대가 거병을 하여 자딘을 재함락시켰으며, 응우옌 푹 아인은 다시 자딘으로 회귀한다.
그러나, 이듬해(1783년) 2월에 떠이선 군대가 다시 공격하였다. 사기강(四岐江)에서의 일전을 벌였지만, 다시 응우옌 부흥군이 패하여 동생 응우옌 푹 만은 전사하였으며, 일부 장수들은 포로가 되기도 하였다. 응우옌 푹 아인은 부국도로 다시 피신하였지만 떠이선 세력의 추격과 공격에 각골도(閣骨島, 지금의 꼬꿋)로 피신하기도 하였다. 이 때 떠이선 군대는 각골도도 공격하였지만, 천재지변으로 인하여 내륙으로 후퇴하였다. 응우옌 푹 아인은 다시 부국도로 피신하였다.
이후에 부국도에서 와신상담하던 중, 피뇨 주교가 시암에서 선교하고있다는 소식을 듣고 팜 반 년(베트남어: Phạm Văn Nhơn / 范文仁 범문인)과 응우옌 반 리엠(베트남어: Nguyễn Văn Liêm / 阮文廉 완문렴)을 보내 장남 응우옌 푹 까인(베트남어: Nguyễn Phúc Cảnh / 阮福景 완복경)을 호송하게 하여 프랑스에 사절로 구조요청을 하게 하였다. 한편, 시암에는 짜우 반 띠엡을 보내 시암국왕 풋타엿파쭐라록(พุทธยอดฟ้าจุฬาโลก, 라마 1세)을 알현하게 해서, 응우옌 푹 아인의 방문을 수락하여 맞이하게 하였다. 이후에 각 수장간의 면담을 통하여 지원군을 내주고, 그의 귀국을 돕겠다며 약속을 하였다.
까인흥 45년(1784년), 시암의 지원군을 얻은 응우옌 부흥군은 다시 자딘 성을 공격한다. 자딘의 근처 영토들을 복속 시킬 때, 떠이선 군대는 싸움을 제대로 하지 못하고 자딘을 빠져나가 귀인으로 달려가 구원군을 요청하였으며, 이를 안 응우옌냑은 군대를 보내 미추(美湫)에 주둔시켰다.
그러나, 시암군은 응우옌 푹 아인과 부흥군을 홀대하였으며, 금은보화와 노비들을 약탈하여 시암으로 보냈는데만 집중하였다. 지원군인 시암군에 의해 패배할 것을 우려한 장수 막 뜨 사인(베트남어: Mạc Tử Sanh / 鄚子泩 막자생)이 진강(鎮江, 지금의 껀터)에 전선을 조직하여 퇴로를 확보하였다. 
이듬해(1785년) 4월, 응우옌 후에가 사람을 보내 시암군과 응우옌부흥군의 신의가 적다는 것을 이용하여 서로를 의심하게 하여 분열을 일으켰으며, 연합군을 유인하여 대파하였다. 이후에 응우옌 부흥군은 미리 만든 퇴각로로 퇴각하였으며, 시암으로 재망명하였다. 그리고 응우옌 후에는 귀인으로 철수 하였다.

### 프랑스와 포르투갈의 지원
응우옌 부흥군이 대패하여 시암으로 피신한 후에도 상당수 반 떠이선 세력은 저항을 계속하였지만, 떠이선의 상대가 되지 못했다. 일부 반 떠이선 세력 중에 응우옌 푹 아인을 따라 시암으로 망명하였으며, 라마 1세에 의해 방콕 외곽 평원에 정착 시켜 마을을 만들었으며, 이 마을을 응우옌 푹 아인의 연호를 따서 가륭촌(嘉隆村)이라 부른다. 이 마을에서 또다시 와신상담을 하며 재기를 노리고 있었다. 라마 1세가 응우옌 푹 아인의 세력이 아직 실력이 있다는 것을 이유로 평원을 내려 주었으며, 그 실력을 빌려서 쓰길 원했다. 그것을 잘 아는 응우옌 푹 아인은 미얀마의 전투와 해적 소탕 등에서 응우옌 부흥군의 힘을 보여주어 후한 상을 받기도 하였으며, 그 상으로 받은 자금은 군기 및 전선 제조에 사용되어 복국을 노리고 있었다.
같은해(1785년), 응우옌 푹 아인은 프랑스의 지원이 절실하였다. 피뇨 주교와 장남 응우옌 푹 까인을 프랑스로 보내 편지를 전달하였다. 이듬해(1786년), 포르투갈 령 마카오에 사람을 보내 지원을 요구하였으며, 이후 동맹 조약을 맺어 서양 함선 50여 척을 지원 받기로 하였다. 또 이듬해(1787년)에 포르투갈이 시암으로 병사와 함선을 지원해주었으나, 시암 국왕과 정부는 응우옌 푹 아인에 큰 불만을 품기 시작하였다. 이후 시암의 사람들에게 신임 받지 못하면서, 시암에서의 더 이상의 군사적 지원은 없었다. 
까인흥 48년(1787년) 2월, 응우옌 푹 아인의 사절단이 프랑스를 도착하여 프랑스 국왕 루이 16세를 알현하였으며, 해군대신과 외교대신을 만나 회담을 하면서 지원을 요청하였다. 11월 21일, 회담 후 베르사유 조약을 체결하여 군함 4척과 병사 1900명을 지원한다는 약속을 받았으며, 그 대신에 타낭(沱㶞, 지금의 다낭)과 곤산도(昆山島, 지금의 꼰선섬)을 할양하고 프랑스에 무역특권을 주는 조건으로 체결하였다. 프랑스 떠나 귀향 하던 중인 12월 27일에 프랑스에 재정 파탄이 나 파산위기에 처해있다는 것을 들은 사절일행들은 군사적 지원을 거부당하였다. 피뇨 주교는 결국 사제를 털어 프랑스 군인을 고용하고 탄약과 군함을 구입하였다. 
한편 떠이선 왕조에서 형제의 내분이 일어나는 것을 안 응우옌 푹 아인은 그 해(1787년) 7월에 라마 1세와 편지로 작별을 고하고는 조용히 평원을 떠났으나, 타이 정부는 의심을 하던 그들을 쫓았다. 응우옌 푹 아인은 극단적인 선택을 할 정도로 쉽지 않았으나, 결국 부국도로 탈출에 성공하고 용천(龍川)으로 다시 재진입하였다. 이후에 일부 서산조의 장수 300명과 15척의 함선이 귀순하였다. 자딘에 주둔하고 있던 동정왕(東定王) 응우옌르(베트남어: Nguyễn Lữ / 阮侶 완려)는 진변(鎮邊)으로 후퇴하였으며, 부장(副將)이던 팜 반 탐({{vie|v=Phạm Văn Tham|hn=范文參|eum=범문참)은 자딘 성에 남아 성을 지켰다. 얼마 후에 응우옌냑이 응우옌르에 보낸 서신을 응우옌 푹 아인이 위조하여 일부러 팜 반 탐에 보내 진변으로 출정시키게 만들었으며, 진변을 갈 때 백기를 들고 나와 팜 반 탐이 항복하는 것으로 착각하여 응우옌르 세력들은 후퇴하게 되었다. 팜 반 탐은 다시 자딘으로 입성하였으며, 응우옌 부흥군은 다시 자딘을 포위하였다. 이듬해(1788년) 7월, 자딘을 함락 시켰으며 팜 반 탐 세력을 투항하게 하였다.

### 정책과 군비 재정비
응우옌 푹 아인은 자딘을 함락한 후 시암 국왕에게 승리 칙서를 보내며, 감사를 보냈다. 이후에 자딘에서 행정구역 및 세금과 농법을 재정비하였으며, 우병어농(寓兵於農) 정책을 펼처 농사꾼과 군인으로 구별하여 병사를 징발하였다. 대외무역에 적극 나서면서 관세를 낮추어 무역 활동을 늘렸다. 나중에 응우옌 부흥군의 다이비엣(大越) 재탈환의 계기를 만들게 된다.
까인흥 50년 윤 5월 22일(1789년 7월 14일), 프랑스에 보낸 사절단이 무기와 탄약을 싫고 귀국하였다. 주교의 사비를 털어 만든 군인을 장교로 임명하면서 프랑스에서 배운 군사 기술 및 무기 제조 기술을 활용하여 최신식 무기를 장착한 군대를 양성하였다. 이듬해(1790년), 유럽식 신식 군인이 5만명이나 양성되었으며, 2년 후에는 신식 군함 2척과 호위함 15척을 보유하게 되었다. 이로써, 떠이선 군대보다 한 수 위로 우위를 가지게 되었다.

### 반격 그리고 북벌
까인흥 51년(1790년) 4월, 재정비를 한 응우옌 부흥군은 레 반 꾸안(베트남어: Lê Văn Quân / 黎文勻 여문균)을 선봉장으로 하여 평순부(平順府, 지금의 빈투언 성)를 공격하였다. 보 타인과 응우옌 반 타인(베트남어: Nguyễn Văn Thành / 阮文誠 완문성)을 선봉으로 하여 평순부를 쉽게 공략하였다. 그러나, 보 타인과 레 반 꾸안의 불화로 인하여 떠이선 군대는 다시 평순부를 수복하였다. 다시 응우옌 반 타인이 다시 공격하여 떠이선 군대를 몰아냈으며, 평순부에서 포로였던 레 반 꾸안은 자살을 하게 된다. 날로 강해지는 응우옌 부흥군 세력에 대적하기 위해 귀인(歸仁) 조정의 황제 응우옌냑은 화남해도(華南海盜)라는 해적집단의 도움을 청하여 시내항(施耐港,지금의 티나이항)에 함대를 정착시키게 하였다. 
까인흥 53년(1792년) 3월, 이를 들은 응우옌 푹 아인 세력은 계절풍을 틈타 수군을 이끌고 시내항을 기습하였다. 이 결과로 떠이선 세력의 수군은 9척만 살아남을 정도로 전멸되었으며, 육탄전에만 집중하는 계기가 되었다. 그 후에 응우옌후에가 중병에 걸려 병치레를 하였으나, 얼마 못가 사망하여 부춘(富春) 조정의 황제는 응우옌 꽝또안(베트남어: Nguyễn Quang Toản / 阮光纘 완광찬)에게 계승되었다. 이후에도 1790년대 각 해군들은 계절풍으로 상대진영을 기습하였으며, 당시 떠이선 세력은 혼란한 정치 속에 흉년이 지속되어 떠이선 왕조의 백성들은 동남풍을 간절히 바라고 있었다.
까인흥 54년(1793년) 3월, 장자 응우옌 푹까인을 동궁(東宮)으로 책봉하였으며, 원수직을 주어 자딘을 지키도록 하였다. 그리고 다시 평순부를 정벌하였으며, 다시 해안을 기습하였다. 그해 5월, 응우옌 푹 아인의 수군은 연경(延慶), 평강(平康), 부안(富安)을 차례대로 정벌하였다. 이후에 연경에 서양식 성벽으로 축조하고 중요 축으로 삼았으며, 수륙양용으로 귀인(歸仁)을 공략하였다. 이 때 귀인 조정은 태자 응우옌 반바오가(베트남어: Nguyễn Văn Bảo / 阮文寶 완문보)가 부흥군에 맞서다가 대패하였다. 이 전투에서부터 응우옌 부흥군은 최신식 무기를 사용하여 전투를 진행하였다. 대패 후에 귀인 조정에서는 부춘 조정에 구조를 요청하였고, 부춘 조정의 황제 응우옌 꽝또안은 보병과 코끼리, 전선 등을 지원하였다. 응우옌 푹아인은 적이 없음에 불구하고 연경에서 가정(자딘)성으로 돌아와 응우옌 반 타인에게 연경을, 응우옌 호앙 득(베트남어: Nguyễn Huỳnh Đức / 阮黃德 완황덕)에게 평순부를 지키라고 하였다. 그해 11월 피뇨 주교, 판 반 년 등이 동궁 응우옌 푹 까인을 따라 연경성을 지키게 하였다. 동시기에 귀인 조정은 부춘 조정에 흡수 합병되어 태자 응우옌 반 바오를 효공으로 격하시켰다.  
까인흥 55년(1794년) 3월, 부춘 조정으로 통일된 떠이선 왕조는 연경부를 공격하였고, 이에 부흥군은 저항하면서 가정성에 도움을 요청한다. 이후, 가정성에서 지원군을 출격시켜 연경을 지켰다. 이후에도 계속되는 기습에도 연경을 지키면서 저항하였다. 이듬해(1795년), 떠이선 왕조 내에서 내분이 일어나자 서산조의 군대는 크게 동요되었으며, 이 때, 응우옌 부흥군은 군비증진에 나섰다.
까인흥 58년(1797년), 귀인을 공격하려던 응우옌 푹 아인은 도중에 전략을 수정하여 타낭(沱㶞)을 공격하였다. 그러자, 주둔하고 있었던 화남 해적의 수장 진첨보(陳添保)가 역으로 공격하자 응우옌 부흥군은 철수하였다. 패배 후 응우옌 푹 아인은 응우옌 반 토아이(베트남어: Nguyễn Văn Thoại / 阮文瑞 완문서)를 시암으로 보내 순화(順化, 지금의 후에), 예안(乂安, 지금의 응에안성) 등 국경지역에 지원을 요청하는 한편, 응오 냔 띤(베트남어: Ngô Nhân Tịnh / 吳仁靜 오인정)을 청나라로 보내 떠이선 세력을 견제하면서 후 레 왕조의 황제였던 소통제(昭統帝)의 소식을 탐문하도록 하였다. 그 해 7월, 화남의 해적들이 연경(延慶), 평강(平康)을 공격하였다가, 이듬해(1798년)에 부흥군에 밀려 후퇴하였다.

### 떠이선 왕조의 몰락
까인흥 59년(1798년), 떠이선 왕조에서 불만을 품은 효공 응우옌 반 바오가 귀인에서 반란을 일으키자, 응우옌 부흥군은 사절을 보냈다. 그러나, 사절이 도착하기도 전에 중앙군에 의해 반란이 진압되었다. 베트남 역사상 이것을 소조(小朝)의 변(變)이라고 한다. 이 사건 이후로 떠이선의 황제 응우옌꽝또안이 신하들을 의심하고 죽이자, 일부 떠이선의 신하들은 배신하기도 하였으며, 충신들마저 등을 돌리고 말았다. 이 때를 틈타 응우옌 부흥군은 북벌을 대거 진행을 하였다. 떠이선 군대도 부흥군의 북벌에 대비해 군사를 파견하였으나, 동요에 휘말린 군사들은 싸우지 않고 도망을 치기 시작하여 손을 쓰지 않고도 무너지기 시작하였다. 이후, 응우옌 부흥군은 화남의 해적과 해적소굴을 소탕하였으며, 소굴들은 파괴되었다. 그리고 귀인성의 성주 레 반 타인은 귀인성을 스스로 바치였고, 귀인성을 평정성으로 명칭을 고치고 장군 보 타인이 수성하게 하였다. 이듬해(1799년), 캄보디아와 시암에 군사를 보내 떠이선 왕조를 공격하라고 요청하였고, 이에 동의 하여 지원군이 출병하였다.
까인흥 61년(1800년) 정월, 떠이선 왕조는 평정성을 탈환하기 위해서 군사를 남하시켰으며, 화남 해적들은 전선을 지원하면서 합세하였다. 떠이선의 대군은 평정성을 포위시키면서 투항을 권고하려고 하였다. 이에, 응우옌 푹 아인은 직접 응우옌 부흥군을 이끌고 귀인성으로 향하여 떠이선의 장군 부 반 중(베트남어: Vũ Văn Dũng / 武文勇 무문용)을 격퇴시켰고, 화남 해적의 물자 탈취를 저지하면서 광남(廣南, 지금의 꽝남성), 광의(廣義, 지금의 꽝응아이성) 2부(府)를 빼앗아버렸다. 그러나, 캄보디아에 지원군을 받고도 평정성 포위망을 뚫지 못하자, 보 타인은 평정성을 포기하고 떠이선 왕조의 수도인 부춘성으로 우회하자고 하였으며, 이에 응우옌 푹 아인은 수락하여 부춘성으로 진격하였다.
까인흥 62년(1801년) 5월, 응우옌 부흥군은 응우옌 반 찌가 이끄는 떠이선 군을 격파 시켰으며, 이에 응우옌 부흥군은 승승장구 하였다. 이에 굴하지 않고 떠이선 황제 응우옌 꽝또안은 계속 저항하였다. 가장 처절하였던 부춘성 전투(富春城)에서 떠이선 군대는 패배하였으며, 떠이선의 일부 장수들은 포로로 잡히기도 하였다. 이후 응우옌 꽝또안은 부춘에서 벗어나 영강(𤅷江, 지금의 자인강)으로 건너 북하(北河, 지금의 박하현)으로 피신하였으며, 도주하는 중에 부흥군은 황후 레 티 응옥빈(베트남어: Lê Thị Ngọc Bình / 黎氏玉評 여씨옥평)을 포로로 잡아 응우옌 푹 아인의 후궁으로 삼았다. 그 해 5월 3일(1801년 6월 13일), 응우옌 부흥군은 떠이선 군대를 추격하였지만 실패하였으며, 떠이선 군대는 북하로 피신하면서 승룡(昇龍, 지금의 하노이)에 영접되었다. 한편, 평정성의 떠이선 군대가 부춘성 함락 소식을 듣자 회군하려 하였으나, 포위를 당하여 전략을 바꿔 전력적으로 평정성을 함락시켰다. 평정성을 기점으로 응우옌 부흥군을 공격하였으나, 성공하지는 못했다.
까인흥 63년(1802년) 정월, 북하로 피신한 응우옌꽝또안은 북하로 떠이선 군대와 화남해적을 집결시켜 마지막 전투를 준비하고 있었다. 그러나, 장수 진첨보(陳添保)는 떠이선 군대의 패배가 확실하다는 추측을 하여 청나라로 도망가 투항하였다. 이후, 떠이선 군대는 영강을 건너 일려강(日麗江)의 해구로 진격하여, 응우옌 부흥군은 우선 동해(洞海, 지금의 동허이)로 철수하였다. 이에 응우옌 푹 아인는 군대를 이끌고 직접 진두지휘하면서 북상하였으며, 일려강의 수로를 지키라고 지시하였다. 떠이선 왕조 황제 응우옌 꽝또안은 진영루(鎭寧壘, 지금의 꽝빈성 근처)를 포위하였으나 함락시키지 못하였고, 같은시기에 떠이선 수군과 화남 해적들이 응우옌 부흥군에 대패당하자 승룡으로 피신하였다. 평정성에서도 떠이선의 패배를 듣자 북상하려 하였으나, 적들의 습격을 받아 포로가 되었다. 이에, 떠이선 정권은 실질적으로 몰락하였다.

## 응우옌 왕조 건국
자롱 원년 5월 2일(1802년 6월 1일), 서산조를 멸망시켰고, 베트남 역사상 마지막 봉건왕조 응우옌 왕조를 개창하였다. 순화(順化, 지금의 후에)를 수도로 하여 황제로 즉위하였다. 그리고 연호를 후 레 왕조의 연호 까인흥(景興)에서 자롱(嘉隆)으로 개원하였다. 같은 시기에 떠이선 황제 응우옌꽝또안은 응우옌 왕조에 저항하기 위해 청나라에 원조를 구하러 가려 하였으나 거부당하였다. 이 때, 국왕 응우옌푹아인은 찐 호아이 득(베트남어: Trịnh Hoài Đứ / 鄭懷德 정회덕)과 응오 냔 띤(베트남어: Ngô Nhân Tịnh / 吳仁靜 오인정)을 청나라의 사신으로 노획한 떠이선 왕조의 인수(印綬)를 받쳣으며, 화남 해적의 수장인 막관부(莫觀扶), 양문경(梁文庚), 번문재(樊文才)를 청나라에 인계하였다. 당시 청나라 황제 가경제(嘉慶帝)는 양광총독(兩廣總督) 길경(吉慶)의 심문을 통해 떠이선 왕조가 화남해적을 지지하였단 것에 분노하여 청나라 조정에 인계된 3명을 능지처참형에 처하게 하였다. 
이후, 국왕 응우옌 푹 아인은 직접 북벌에 나섰으며, 청화(淸化)를 거처 승룡(昇龍)으로 진격하였다. 겁이 난 응우옌꽝또안은 승룡에서 도망쳐 봉안현(鳳眼縣)으로 피신하였으나, 그해 6월 23일(1802년 7월 22일)에 떠이선 왕조의 후주 응우옌꽝또안은 농민들에게 잡혀 승룡으로 인계되었다. 응우옌 푹 아인은 공을 치하 하여 1년동안 세금 면제를 내렸다. 응우옌 반 타인을 북성총진(北城總鎭)으로 임명하여 현지 업무를 관리하였으며, 승룡에 호조(戶曹), 병조(兵曹), 형조(刑曹) 직책을 신설하였다. 또한 후 레 왕조(後黎朝)의 후신인 레 주이 호안(베트남어: Lê Duy Hoán / 黎維(示+奐) 여유환)을 레 왕조의 제사를 지내게 하였으며, 찐 주(鄭主)의 후신인 찐뜨(Trịnh Tư/鄭楈/정서)에게 찐 주의 제사를 지내게 하였다.
그해 7월 국왕 응우옌 푹아인은 서산조의 군신을 순화로 압송하였고, 그리고 처벌하였다. 서산조 종실과 장군에게는 능지처참 및 효수형을 내렸고, 문신들은 회초리형을 내린 후 석방하였으며, 응우옌냑과 응우옌후에의 무덤을 부관참시하여 유골을 훼손하는 형을 내렸다. 
자롱 2년(1803년), 청나라에 사신을 보내 새로운 나라를 세웠으며 국호를 남비엣(南越)을 알렸으나, 정작 국호는 남비엣을 앞뒤를 바꾼 비엣남(越南)이라고 정하였으며, 그해 6월 안남국왕(安南國王)에 책봉되었다. 그 이후에 국호를 다이비엣(大越)로 비엣남을 병용해서 사용하였다.

## 칭제 후 치세

### 관제, 법률 제도
재위 중에 청나라를 본받아 국내 제도를 정비하여 가륭률례(嘉隆律例)를 만들었다. 

### 종교 정책
또한 가륭제는 건국의 공적을 인정하여 프랑스인을 우대하였지만, 통상 요구에 대해서는 일관되게 거부하는 입장을 취하였고, 프랑스의 태도를 경계하기 시작하여 이후 쌍방의 관계가 악화되었다.:335~337

## 말년
1820년, 가륭제가 사망하고 명명제가 뒤를 이었다.

## 가족관계
- 조부 : 광남국 8대 왕 세종(Thế Tông/世宗) 효무황제(Hiếu Vũ Hoàng Đế/孝武皇帝) 응우옌 푹 코앗(Nguyễn Phúc Khoát/阮福濶/완복활)
- 조모 : 추존 황후 온성효무황후(Ôn Thành Hiếu Vũ Hoàng Hậu/溫誠孝武皇后) 쯔엉 티 둥(Trương Thị Dung/張氏容/장용)
- 계조모 : 정실(正室) 혜정성모원사(Tuệ Tĩnh Thánh Mẫu nguyên sư/慧淨聖母元師) 응우옌 티 응옥까우(Nguyễn Thị Ngọc Cầu/阮氏玉球/완옥구)
  - 숙부 : 광남국 9대 왕 예종(Duệ Tông/睿宗) 효정황제(Hiếu Định Hoàng Đế/孝定皇帝) 응우옌 푹 투언(Nguyễn Phúc Thuần/阮福淳/완복순)
  - 숙부 : (추존) 선왕(Tuyên Vương/宣王) 응우옌 푹 하오(Nguyễn Phúc Hạo/阮福昊/완복호)
    - 사촌 : 광남국 10대 왕 목왕(Mục Vương/穆王) 응우옌 푹 뜨엉(Nguyễn Phúc Dương/阮福晹/완복역)

  - 부 : 추존 황제 흥조(Hưng Tổ/興祖) 효강황제(Hiếu Khang Hoàng Đế/孝康皇帝) 응우옌 푹 루언(Nguyễn Phúc Luân/阮福㫻)
  - 모 : 추존 황후 의정효강황후(Ý Tĩnh Hiếu Khang Hoàng hậu/懿靜孝康皇后) 응우옌 티 호안(Nguyễn Thị Hoàn/阮氏環/완환)

### 후비
| 봉호        | 시호                      | 이름(성씨)                  | 생몰년도        | 별칭                   | 비고                                  |
| ----------- | ------------------------- | --------------------------- | --------------- | ---------------------- | ------------------------------------- |
| 황후        |                           |                             |                 |                        |                                       |
| 원비 (元妃) | 승천고황후                | 통 티 란(송 란)             | 1761년 ~ 1814년 |                        | 황후 재위기간 : 1802년 ~ 1814년       |
| 원비 (元妃) | Thừa Thiên Cao Hoàng hậu  | Tống Phúc Lan               | 1761년 ~ 1814년 |                        | 황후 재위기간 : 1802년 ~ 1814년       |
| 원비 (元妃) | 承天高皇后                | 宋氏蘭                      | 1761년 ~ 1814년 |                        | 황후 재위기간 : 1802년 ~ 1814년       |
| 이비 (二妃) | 순천고황후                | 쩐 티 당(진 당)             | 1767년 ~ 1846년 | 인선황태후(仁宣皇太后) | 민망황제의 생모                       |
| 이비 (二妃) | Thuận Thiên Cao Hoàng hậu | Trần Thị Đang               | 1767년 ~ 1846년 | 인선황태후(仁宣皇太后) | 민망황제의 생모                       |
| 이비 (二妃) | 順天高皇后                | 陳氏璫                      | 1767년 ~ 1846년 | 인선황태후(仁宣皇太后) | 민망황제의 생모                       |
| 후궁        |                           |                             |                 |                        |                                       |
| 덕비 (德妃) | 공신덕비                  | 레 티 응옥빈(여 옥평)       | 1775년 ~ 1810년 | 경성황후(景盛皇后)     | 경성제(景盛帝) 완광찬(阮光纘)의 황후. |
| 덕비 (德妃) | Cung Thận Đức phi         | Lê Thị Ngọc Bình            | 1775년 ~ 1810년 | 경성황후(景盛皇后)     | 경성제(景盛帝) 완광찬(阮光纘)의 황후. |
| 덕비 (德妃) | 恭愼德妃                  | 黎氏玉萍                    | 1775년 ~ 1810년 | 경성황후(景盛皇后)     | 경성제(景盛帝) 완광찬(阮光纘)의 황후. |
| 소의 (昭儀) |                           | 응우옌흐우 티 디엔(완우 전) |                 |                        |                                       |
| 소의 (昭儀) | Nguyễn Hữu Thị Điền       |                             |                 |                        |                                       |
| 소의 (昭儀) | 阮友氏滇                  |                             |                 |                        |                                       |
| 소용 (昭容) |                           | 람 티 특(임 식)             |                 |                        |                                       |
| 소용 (昭容) | Lâm Thị Thức              |                             |                 |                        |                                       |
| 소용 (昭容) | 林氏拭                    |                             |                 |                        |                                       |
| 소용 (昭容) | 판 티 록(범 록)           |                             |                 |                        |                                       |
| 소용 (昭容) | Phạm Thị Lộc              |                             |                 |                        |                                       |
| 소용 (昭容) | 范氏祿                    |                             |                 |                        |                                       |
| 소용 (昭容) | 호앙 티 쯕(황 직)         |                             |                 |                        |                                       |
| 소용 (昭容) | Hoàng Thị Chức            |                             |                 |                        |                                       |
| 소용 (昭容) | 黃氏織                    |                             |                 |                        |                                       |
| 소용 (昭容) | 통 티 투언(송 순)         |                             |                 |                        |                                       |
| 소용 (昭容) | Tống Thị Thuận            |                             |                 |                        |                                       |
| 소용 (昭容) | 宋氏順                    |                             |                 |                        |                                       |
| 소용 (昭容) |                           | 응우옌딘 티 디엔(완연 전)   | 1791년 ~ 1837년 |                        |                                       |
| 소용 (昭容) | Nguyễn Đình Thị Điền      |                             | 1791년 ~ 1837년 |                        |                                       |
| 소용 (昭容) | 阮廷氏滇                  |                             | 1791년 ~ 1837년 |                        |                                       |
| 첩여 (婕妤) |                           | 즈엉 티 수(양 사)           |                 |                        |                                       |
| 첩여 (婕妤) | Dương Thị sự              |                             |                 |                        |                                       |
| 첩여 (婕妤) | 楊氏事                    |                             |                 |                        |                                       |
| 첩여 (婕妤) | 즈엉 티 즈엉(양 양)       |                             |                 |                        |                                       |
| 첩여 (婕妤) | Dương Thị Dưỡng           |                             |                 |                        |                                       |
| 첩여 (婕妤) | 楊氏養                    |                             |                 |                        |                                       |
| 미인 (美人) |                           | 찐 티 띤(정 정)             |                 |                        |                                       |
| 미인 (美人) | Trịnh Thị Tình            |                             |                 |                        |                                       |
| 미인 (美人) | 鄭氏晴                    |                             |                 |                        |                                       |
| 미인 (美人) | 쩐 티 타이(쩐 채)         |                             |                 |                        |                                       |
| 미인 (美人) | Trần Thị Thái             |                             |                 |                        |                                       |
| 미인 (美人) | 陳氏彩                    |                             |                 |                        |                                       |
| 미인 (美人) | 까이 티 투(개 추)         |                             |                 |                        |                                       |
| 미인 (美人) | Cái Thị Thu               |                             |                 |                        |                                       |
| 미인 (美人) | 蓋氏秋                    |                             |                 |                        |                                       |
| 미인 (美人) |                           | 응우옌 티 빈(완 영)         | 1790년 ~ 1847년 |                        |                                       |
| 미인 (美人) | Nguyễn Thị Vĩnh           |                             | 1790년 ~ 1847년 |                        |                                       |
| 미인 (美人) | 阮氏永                    |                             | 1790년 ~ 1847년 |                        |                                       |
| 미인 (美人) | 판 티 핵(반 학)           |                             |                 |                        |                                       |
| 미인 (美人) | Phan Thị Hạc              |                             |                 |                        |                                       |
| 미인 (美人) | 潘氏鶴                    |                             |                 |                        |                                       |
| 재인(才人)  |                           | 찐 티 한(진한)              |                 |                        |                                       |
| 재인(才人)  | Trần Thị Hán              |                             |                 |                        |                                       |
| 재인(才人)  | 陳氏漢                    |                             |                 |                        |                                       |
| 재인(才人)  | 응우옌 티 우옌(완 원)     |                             |                 |                        |                                       |
| 재인(才人)  | Nguyễn Thị Uyên           |                             |                 |                        |                                       |
| 재인(才人)  | 阮氏鴛                    |                             |                 |                        |                                       |
| 재인(才人)  | 당 티 유엔(등 연)         |                             |                 |                        |                                       |
| 재인(才人)  | Đặng Thị Duyên            |                             |                 |                        |                                       |
| 재인(才人)  | 鄧氏娫                    |                             |                 |                        |                                       |
| 궁인(宮人)  |                           | 통 티 러우(송 루)           |                 |                        |                                       |
| 궁인(宮人)  | Tống Thị Lâu              |                             |                 |                        |                                       |
| 궁인(宮人)  | 宋氏婁                    |                             |                 |                        |                                       |
| 궁인(宮人)  | 응우옌 티 투이(완 취)     |                             |                 |                        |                                       |
| 궁인(宮人)  | Nguyễn Thị Thúy           |                             |                 |                        |                                       |
| 궁인(宮人)  | 阮氏翠                    |                             |                 |                        |                                       |

### 황자와 황녀
| -    | 봉호                    | 시호       | 이름                     | 생몰년도        | 생모            | 비고                                           |
| ---- | ----------------------- | ---------- | ------------------------ | --------------- | --------------- | ---------------------------------------------- |
| 장남 | 동궁황태자              | 영예       | 응우옌 푹 깐(완복경)     | 1780년 ~ 1801년 | 승천고황후 송씨 |                                                |
| 장남 | Đông Cung Hoàng Thái tử | Anh Duệ    | Nguyễn Phúc Cảnh         | 1780년 ~ 1801년 | 승천고황후 송씨 |                                                |
| 장남 | 東宮皇太子              | 英睿       | 阮福景                   | 1780년 ~ 1801년 | 승천고황후 송씨 |                                                |
| 차남 | 순안공                  | 돈민       | 응우옌 푹 히(완복희)     | 1782년 ~ 1801년 | 승천고황후 송씨 |                                                |
| 차남 | Thuận An Công           | Đôn Mẫn    | Nguyễn Phúc Hy           | 1782년 ~ 1801년 | 승천고황후 송씨 |                                                |
| 차남 | 順安公                  | 敦敏       | 阮福曦                   | 1782년 ~ 1801년 | 승천고황후 송씨 |                                                |
| 3남  | 소위공                  |            | 응우옌 푹 뚜언(완복준)   |                 | 소용 범씨       |                                                |
| 3남  | Thiệu Uy Công           |            | Nguyễn Phúc Tuấn         |                 | 소용 범씨       |                                                |
| 3남  | 紹威公                  |            | 阮福晙                   |                 | 소용 범씨       |                                                |
| 4남  | 명명황제                |            | 응우옌 푹 끼에우(완복교) | 1791년 ~ 1841년 | 순천고황후 진씨 | 응우옌 푹 담 (Nguyễn Phúc Đảm /阮福膽/완복담)  |
| 4남  | Minh Mạng Hoàng đế      |            | Nguyễn Phúc Kiểu         | 1791년 ~ 1841년 | 순천고황후 진씨 | 응우옌 푹 담 (Nguyễn Phúc Đảm /阮福膽/완복담)  |
| 4남  | 明命皇帝                |            | 阮福晈                   | 1791년 ~ 1841년 | 순천고황후 진씨 | 응우옌 푹 담 (Nguyễn Phúc Đảm /阮福膽/완복담)  |
| 5남  | 건안왕                  | 공신       | 응우옌 푹 다이(완복대)   | 1795년 ~ 1849년 | 순천고황후 진씨 |                                                |
| 5남  | Kiến An Vương           | Cung Thuận | Nguyễn Phúc Đài          | 1795년 ~ 1849년 | 순천고황후 진씨 |                                                |
| 5남  | 建安王                  | 恭愼       | 阮福旲                   | 1795년 ~ 1849년 | 순천고황후 진씨 |                                                |
| 6남  | 정원군왕                |            | 응우옌 푹 빈(완복병)     | 1797년 ~ 1863년 | 첩여 양씨       | 응우옌 푹 훅 (Nguyễn Phúc Húc /阮福旭/완복욱)  |
| 6남  | Định Viễn Quận vương    |            | Nguyễn Phúc Bính         | 1797년 ~ 1863년 | 첩여 양씨       | 응우옌 푹 훅 (Nguyễn Phúc Húc /阮福旭/완복욱)  |
| 6남  | 定遠郡王                |            | 阮福昞                   | 1797년 ~ 1863년 | 첩여 양씨       | 응우옌 푹 훅 (Nguyễn Phúc Húc /阮福旭/완복욱)  |
| 7남  | 연경왕                  | 공정       | 응우옌 푹 떤(완복진)     | 1799년 ~ 1854년 | 소의 완우씨     | 응우옌 푹 당 (Nguyễn Phúc Dang /阮福㫜/완복단) |
| 7남  | Diên Khánh Vương        | Cung Chánh | Nguyễn Phúc Tấn          | 1799년 ~ 1854년 | 소의 완우씨     | 응우옌 푹 당 (Nguyễn Phúc Dang /阮福㫜/완복단) |
| 7남  | 延慶王                  | 恭正       | 阮福晉                   | 1799년 ~ 1854년 | 소의 완우씨     | 응우옌 푹 당 (Nguyễn Phúc Dang /阮福㫜/완복단) |
| 8남  | 전반공                  | 공독       | 응우옌 푹 포(완복보)     | 1799년 ~ 1860년 |                 |                                                |
| 8남  | Điện Bàn công           | Cung Đốc   | Nguyễn Phúc Phổ          | 1799년 ~ 1860년 |                 |                                                |
| 8남  | 奠盤公                  | 恭篤       | 阮福普                   | 1799년 ~ 1860년 |                 |                                                |
| 9남  | 소화군왕                | 공량       | 응우옌 푹 쩐             | 1802년 ~ 1824년 | 순천고황후 진씨 |                                                |
| 9남  | Thiệu Hóa Quận vương    | Cung Lương | Nguyễn Phúc Chẩn         | 1802년 ~ 1824년 | 순천고황후 진씨 |                                                |
| 9남  | 紹化郡王                | 恭良       | 阮福昣                   | 1802년 ~ 1824년 | 순천고황후 진씨 |                                                |
| 10남 | 광위공                  | 공직       | 응우옌 푹 꾸언(완복윤)   | 1809년 ~ 1829년 | 공신덕비 여씨   |                                                |
| 10남 | Quảng Uy Công           | Cung Trực  | Nguyễn Phúc Quân         | 1809년 ~ 1829년 | 공신덕비 여씨   |                                                |
| 10남 | 廣威公                  | 恭直       | 阮福昀                   | 1809년 ~ 1829년 | 공신덕비 여씨   |                                                |
| 11남 | 상신군공                | 온정       | 응우옌 푹 꾸(완복거)     | 1810년 ~ 1849년 | 공신덕비 여씨   |                                                |
| 11남 | Thường Tín Quận công    | Ôn Tĩnh    | Nguyễn Phúc Cự           | 1810년 ~ 1849년 | 공신덕비 여씨   |                                                |
| 11남 | 常信郡公                | 溫靜       | 阮福昛                   | 1810년 ~ 1849년 | 공신덕비 여씨   |                                                |
| 12남 | 안경군왕                | 장민       | 응우옌 푹 꾸앙(완복광)   | 1811년 ~ 1845년 | 미인 정씨       |                                                |
| 12남 | An Khánh Quận vương     | Trang Mẫn  | Nguyễn Phúc Quang        | 1811년 ~ 1845년 | 미인 정씨       |                                                |
| 12남 | 安慶郡王                | 莊敏       | 阮福㫕                   | 1811년 ~ 1845년 | 미인 정씨       |                                                |
| 13남 | 자산공                  | 온신       | 응우옌 푹 마오(완복묘)   | 1813년 ~ 1868년 | 소의 완정씨     |                                                |
| 13남 | Từ Sơn công             | Ôn Thận    | Nguyễn Phúc Mão          | 1813년 ~ 1868년 | 소의 완정씨     |                                                |
| 13남 | 慈山公                  | 溫愼       | 阮福昴                   | 1813년 ~ 1868년 | 소의 완정씨     |                                                |

| -    | 봉호                | 시호                   | 이름                            | 생몰년도        | 생모          | 비고 |
| ---- | ------------------- | ---------------------- | ------------------------------- | --------------- | ------------- | ---- |
| 장녀 | 평태공주            | 단혜                   | 응우옌 푹 응옥쩌우(완복옥주)    | 1780년 ~ 1847년 | 소용 범씨     |      |
| 장녀 | Bình Thái công chúa | Đoan Tuệ               | Nguyễn Phúc Ngọc Châu           | 1780년 ~ 1847년 | 소용 범씨     |      |
| 장녀 | 平泰公主            | 端慧                   | 阮福玉珠                        | 1780년 ~ 1847년 | 소용 범씨     |      |
| 차녀 | 평흥공주            | 완숙                   | 응우옌 푹 응옥꾸인(완복옥경)    | 1787년 ~ 1849년 | 소용 임씨     |      |
| 차녀 | Bình Hưng công chúa | Uyển Thục              | Nguyễn Phúc Ngọc Quỳnh          | 1787년 ~ 1849년 | 소용 임씨     |      |
| 차녀 | 平興公主            | 婉淑                   | 阮福玉瓊                        | 1787년 ~ 1849년 | 소용 임씨     |      |
| 3녀  | 보록공주            | 정화                   | 응우옌 푹 응옥안(완복옥영)      | 1789년 ~ 1850년 | 소용 임씨     |      |
| 3녀  | Bảo Lộc công chúa   | Trinh Hòa              | Nguyễn Phúc Ngọc Anh            | 1789년 ~ 1850년 | 소용 임씨     |      |
| 3녀  | 保祿公主            | 貞和                   | 阮福玉瑛                        | 1789년 ~ 1850년 | 소용 임씨     |      |
| 4녀  | 부점공주            | 정질                   | 응우옌 푹 응옥쩐(완복옥진)      | 1790년 ~ 1820년 | 소용 황씨     |      |
| 4녀  | Phú Dìm công chúa   | Tĩnh Chất              | Nguyễn Phúc Ngọc Chân           | 1790년 ~ 1820년 | 소용 황씨     |      |
| 4녀  | 富霑公主            | 靜質                   | 阮福玉珍                        | 1790년 ~ 1820년 | 소용 황씨     |      |
| 5녀  | 보순공주            | 정혜                   | 응우옌 푹 응옥쑤웬(완복옥천)    | 1790년 ~ 1850년 | 소용 범씨     |      |
| 5녀  | Bảo Thuận công chúa | Trinh Tuệ              | Nguyễn Phúc Ngọc Xuyên          | 1790년 ~ 1850년 | 소용 범씨     |      |
| 5녀  | 保順公主            | 貞慧                   | 阮福玉玔                        | 1790년 ~ 1850년 | 소용 범씨     |      |
| 6녀  | 덕화공주            | 장결                   | 응우옌 푹 응옥 응오안(완복옥완) | 1794년 ~ 1827년 | 궁인 송씨     |      |
| 6녀  | Đức Hoa công chúa   | Trang Khiết            | Nguyễn Phúc Ngọc Ngoạn          | 1794년 ~ 1827년 | 궁인 송씨     |      |
| 6녀  | 德和公主            | 莊潔                   | 阮福玉玩                        | 1794년 ~ 1827년 | 궁인 송씨     |      |
| 7녀  | 안태공주            | 유화                   | 응우옌 푹 응옥응아(완복옥아)    | 1795년 ~ 1855년 | 첩여 양씨     |      |
| 7녀  | An Thái công chúa   | Nhu Hòa                | Nguyễn Phúc Ngọc Nga            | 1795년 ~ 1855년 | 첩여 양씨     |      |
| 7녀  | 安泰公主            | 柔和                   | 阮福玉珴                        | 1795년 ~ 1855년 | 첩여 양씨     |      |
| 8녀  | 안례공주            | 완숙                   | 응우옌 푹 응옥끄우(완복옥구)    | 1801년 ~ 1846년 | 첩여 양씨     |      |
| 8녀  | An Lễ công chúa     | Uyển Thục              | Nguyễn Phúc Ngọc Cửu            | 1801년 ~ 1846년 | 첩여 양씨     |      |
| 8녀  | 安禮公主            | 婉淑                   | 阮福玉玖                        | 1801년 ~ 1846년 | 첩여 양씨     |      |
| 9녀  | 의화공주            | 공결                   | 응우옌 푹 응옥응우옛(완복옥모)  | 1802년 ~ 1846년 | 소용 송씨     |      |
| 9녀  | Nghĩa Hòa công chúa | Cung Khiết             | Nguyễn Phúc Ngọc Nguyệt         | 1802년 ~ 1846년 | 소용 송씨     |      |
| 9녀  | 義和公主            | 恭潔                   | 阮福玉玥                        | 1802년 ~ 1846년 | 소용 송씨     |      |
| 10녀 | 안의공주            | 정려                   | 응우옌 푹 응옥응온(완복옥언)    | 1802년 ~ 1855년 | 공신덕비 여씨 |      |
| 10녀 | An Nghĩa công chúa  | Trinh Lệ               | Nguyễn Phúc Ngọc Ngôn           | 1802년 ~ 1855년 | 공신덕비 여씨 |      |
| 10녀 | 安義公主            | 貞麗                   | 阮福玉琂                        | 1802년 ~ 1855년 | 공신덕비 여씨 |      |
| 11녀 | 안념공주            | 후민                   | 응우옌 푹 응옥만(완복옥민)      | 1805년 ~ 1869년 | 미인 개씨     |      |
| 11녀 | An Khoát công chúa  | Hậu Mắn                | Nguyễn Phúc Ngọc Mân            | 1805년 ~ 1869년 | 미인 개씨     |      |
| 11녀 | 安恬公主            | 厚敏                   | 阮福玉珉                        | 1805년 ~ 1869년 | 미인 개씨     |      |
| 12녀 | 미계공주            | 정의                   | 응우옌 푹 응옥쿠에(완복옥규)    | 1806년 ~ 1828년 | 공신덕비 여씨 |      |
| 12녀 | Mỹ Khê công chúa    | Trinh Ý                | Nguyễn Phúc Ngọc Khuê           | 1806년 ~ 1828년 | 공신덕비 여씨 |      |
| 12녀 | 美溪公主            | 貞懿                   | 阮福玉珪                        | 1806년 ~ 1828년 | 공신덕비 여씨 |      |
| 13녀 | 정화공주            | 단한                   | 응우옌 푹 응옥꺼(완복옥기)      | 1806년 ~ 1855년 | 미인 원씨     |      |
| 13녀 | Định Hòa công chúa  | Đoan Nhàn              | Nguyễn Phúc Ngọc Cơ             | 1806년 ~ 1855년 | 미인 원씨     |      |
| 13녀 | 定和公主            | 端嫻                   | 阮福玉璣                        | 1806년 ~ 1855년 | 미인 원씨     |      |
| 14녀 |                     |                        | 응우옌 푹 응옥티에우(완복옥소)  |                 | 재인 완씨     |      |
| 14녀 |                     | Nguyễn Phúc Ngọc Thiều |                                 |                 | 재인 완씨     |      |
| 14녀 |                     | 阮福玉玿               |                                 |                 | 재인 완씨     |      |
| 15녀 |                     |                        | 응우옌 푹 응옥리(완복옥리)      | 1809년 ~ 1819년 | 재인 진씨     |      |
| 15녀 |                     | Nguyễn Phúc Ngọc Lý    |                                 | 1809년 ~ 1819년 | 재인 진씨     |      |
| 15녀 |                     | 阮福玉理               |                                 | 1809년 ~ 1819년 | 재인 진씨     |      |
| 16녀 | 유결공주            |                        | 응우옌 푹 응옥탄(완복옥성)      | 1812년 ~ 1830년 | 재인 반씨     |      |
| 16녀 | Nhu Khiết công chúa |                        | Nguyễn Phúc Ngọc Thành          | 1812년 ~ 1830년 | 재인 반씨     |      |
| 16녀 | 柔潔公主            |                        | 阮福玉珹                        | 1812년 ~ 1830년 | 재인 반씨     |      |
| 17녀 |                     |                        | 응우옌 푹 응옥빗(완복옥벽)      | 1812년 ~ 1819년 | 미인 진씨     |      |
| 17녀 |                     | Nguyễn Phúc Ngọc Bích  |                                 | 1812년 ~ 1819년 | 미인 진씨     |      |
| 17녀 |                     | 阮福玉碧               |                                 | 1812년 ~ 1819년 | 미인 진씨     |      |
| 18녀 |                     |                        | 응우옌 푹 응옥찐(완복옥정)      | 1817년 ~ 1823년 | 재인 등씨     |      |
| 18녀 |                     | Nguyễn Phúc Ngọc Trinh |                                 | 1817년 ~ 1823년 | 재인 등씨     |      |
| 18녀 |                     | 阮福玉珵               |                                 | 1817년 ~ 1823년 | 재인 등씨     |      |

## 같이 보기
- 응우옌푹까인
- 민망 황제